# Ludwig Schraudenbach

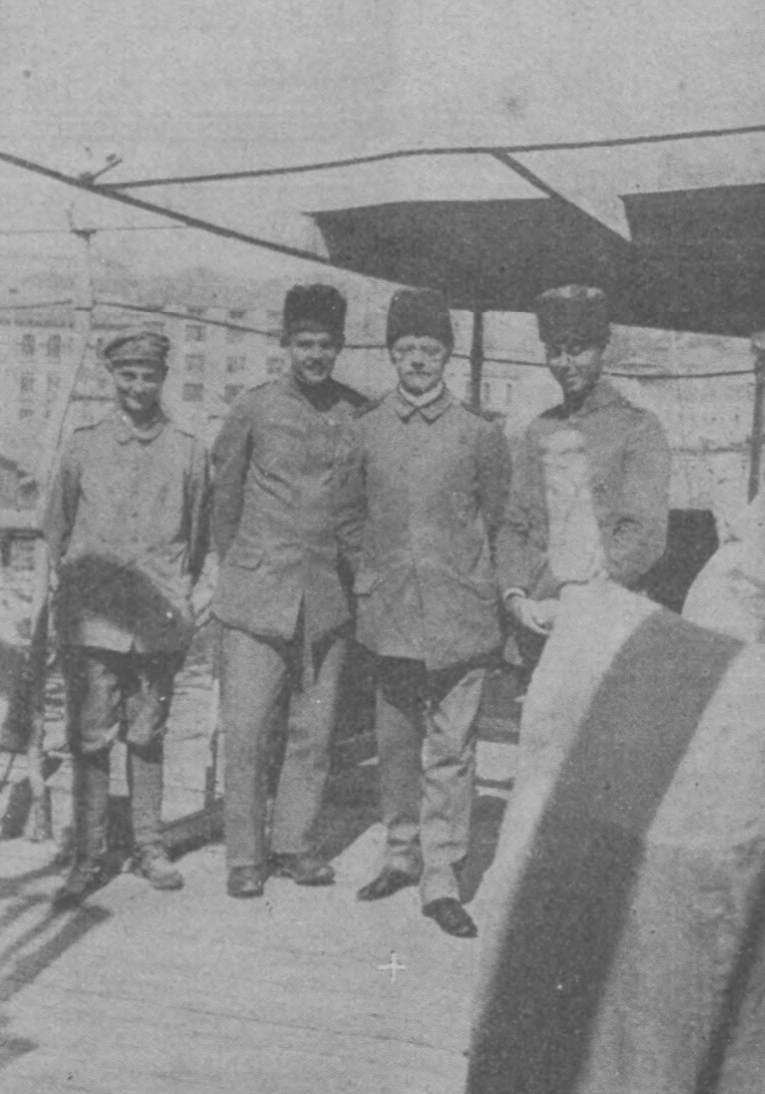
Ludwig Schraudenbach (dritter von links)

Ludwig Schraudenbach (* 28. Dezember 1872; † 15. April 1958) war ein bayerischer Offizier und Autor. Sein Buch Muharebe aus dem Jahre 1925 war ein relativ erfolgreiches Werk, welches als eines der wenigen Werke die deutsche Situation im osmanischen Reich während des Ersten Weltkriegs darstellte und so als ein wichtiges Zeitzeugnis gilt. Auch wurde er in Kürschners deutschem Literaturkalender gelistet.

## Leben

### Herkunft und Familie
Er war der Sohn des Josef Schraudenbach, königlich bayerischen Hauptmanns im 10. Infanterieregiment, aus seiner am 28. Februar 1872 geschlossenen Ehe mit Maria Freiin von Feilitzsch (* 1844). Seine Mutter war die Tochter von Ludwig Freiherrn von Feilitzsch (1809–1873), Gutsherrn auf Feilitzsch bei Hof und Großhändlers zu Hof, und der Franziska geb. Freiin von Wenz zu Niederlahnstein (1822–1866).
Schraudenbach war der Schwiegersohn eines bayerischen Kriegsministers.

### Karriere
1893 erwarb er die Offiziersreife und wurde am 5. März desselben Jahres zum Unterleutnant befördert. 1896 besuchte er das osmanische Reich. Zwischen den Jahren 1899 und 1902 besuchte er die Bayerische Kriegsakademie. Seine Beförderung zum Oberleutnant erfolgte am 4. März 1901. Schon am 23. Juni 1907 wurde er zum Hauptmann ernannt. Danach erfolgte am 28. Oktober 1912 seine Beförderung zum Major. Bis zum Anfang des Ersten Weltkriegs wirkte er als Erster Generalstabsoffizier des II. Königlich Bayerischen Armee-Korps. In dieser Position wurde er im 26. Mai 1916 von der Westfront, als Teil der neuen deutschen Militärmission im osmanischen Reich, an die Kaukasusfront abkommandiert und sofort als Kommandeur der 24. osmanischen Infanterie-Division vertraut, ohne näheres über das osmanische Reich oder das mögliche Einsatzgebiet zu wissen. Er habe die Position nur angenommen, da er nicht länger als Generalstabsoffizier an der Westfront wirken wollte. Da Schraudenbach auch körperlich nur eingeschränkt tauglich war, lag die Vermutung nahe, dass Schraudenbach die Position nur durch seine Verwandtschaft mit einem früheren bayerischen Kriegsminister erhielt.
Auf dem Weg zu seinem Regiment nahm er sich ganze vier Monate Zeit, um seine Division in Mesopotamien zu erreichen, da er auf dem Weg noch unzählige Sehenswürdigkeiten besuchte. Dieses Verhalten wurde besonders von Otto Liman von Sanders kritisiert, der daraufhin befahl, dass jedes Dienstziel auf dem kürzesten Wege aufzusuchen sei, da es sonst die deutsch-osmanischen Beziehungen deutlich verschlechtern würde.

Allerdings erkrankte Schraudenbach im Dezember 1916, sodass er erst im April 1917 wieder an die Front konnte. Im osmanischen Reich erlebte er den Völkermord der armenischen Bevölkerung. Trotzdem war er von der politischen Schuld der Armenier überzeugt und tat nichts, um den Völkermord zu verhindern. Nach Erholung und gleichzeitiger Einsetzung als Divisionskommandeur wurde Schraudenbach wegen unerlaubten Rückzuges seiner Truppen an der Kaukasusfront vor ein osmanisches Kriegsgericht gestellt. Dies erzeugte einen weiteren Skandal in den deutsch-osmanischen Beziehungen durch Schraudenbach, der am Ende durch das persönliche Einschreiten von Otto Liman von Sanders gestoppt werden konnte. Schraudenbachs Vorgesetzter, General Ali İhsan Sâbis, erwähnte, dass Schraudenbach wohl erschossen worden wäre, wenn er Türke gewesen wäre. Auch kommandierte er im Laufe des Krieges noch die 14. osmanische Infanterie-Division. Schraudenbach erschwerte sich seinen Dienst in der osmanischen Armee besonders durch sein „heißes Temperament“, welches er häufig zum Ausdruck brachte. Franz von Papen beschrieb ihn als: 
„So sehr ich den offenen und hellen Geist dieses klugen Mannes bewundert habe, [...] so sehr empfand ich diesen Ehrgeiz als die Quelle seiner Misserfolge und den Anlass zu unzähligen Streitereien mit dem Verbündeten, der die menschliche Größe Moltkes und der Goltz ́ so sehr bewundert hatte, an Falkenhayn nun aber Anlaß zur Kritik fand.“
1920 schied er aus der Reichswehr mit dem Range eines Obersten aus und betätigte sich im staatlichen Siedlungswesen in München. Auch absolvierte er 1925 ein Studium der Geschichte an der Universität München. In der Nachkriegszeit betätigte sich Schraudenbach auch als Schriftsteller, indem er häufig seine Erlebnisse im Orient auf äußerst glorifizierende Weise darstellte und sich als Helden darstellte. Diese Schriften stießen besonders bei Karl Mayr auf Kritik, der sich in der sozialdemokratischen Münchener Post öffentlich über ihn und seine Erlebnisse beschwerte. Dies führte zum Ausschluss Mayrs aus dem Offiziersverein seines ehemaligen Regiments.

## Werke
- Darstellungen aus der Bayerischen Kriegs- und Heeresgeschichte. 2 Teile in einem Band. Hrsg. v. Bayerischen Kriegsarchiv, 1923
- An drei türkischen Fronten, in Ost und Süd, 1923[11][12][13][14]
- Meine Erlebnisse als Führer der osmanischen 24. u. 14. Infanterie-Division 1916. 1923
- Von lieben und anderen Menschen in Siebenbürgen und im Banat, in Ost und West, 1924[15][16]
- Muharebe, der erlebte Roman eines deutschen Führers im osmanischen Heere 1916/17. Drei Masken Verlag, 1925
- Der Glockentribut der ständischen Klöster Altbayerns i. J. 1803. 1926
- Psyche und Organisation des "Volkskrieges" untersucht am Spanischen Freiheitskampf gegen Napoleon. E. Mittler & Sohn, 1926